# Đội tuyển bóng đá quốc gia Tchad
Đội tuyển bóng đá quốc gia Tchad (tiếng Ả Rập: فريق تشاد الوطني لكرة القدم; tiếng Pháp: "Équipe de Tchad de football") là đội tuyển cấp quốc gia của Tchad do Liên đoàn bóng đá Tchad quản lý.

## Danh hiệu
- Vô địch Cúp UNIFFAC: 1

Vô địch: 2011

## Thành tích tại giải vô địch thế giới
- 1930 đến 1998 - Không tham dự
- 2002 đến 2022 - Không vượt qua vòng loại

## Cúp bóng đá châu Phi
- 1957 đến 1990 - Không tham dự
- 1992 - Không vượt qua vòng loại
- 1994 - Bỏ cuộc khi tham dự vòng loại
- 1996 đến  1998 - Không tham dự
- 2000 - Không vượt qua vòng loại
- 2002 - Không tham dự
- 2004 đến 2008 - Không vượt qua vòng loại
- 2010 - Bị loại ở vòng sơ loại
- 2012 đến 2015 - Không vượt qua vòng loại
- 2017 - Bỏ cuộc khi tham dự vòng loại
- 2019 - Bị cấm tham dự
- 2021 đến 2023 - Không vượt qua vòng loại

## Cầu thủ

### Đội hình
Đội hình dưới đây sau khi hoàn thành vòng loại CAN 2023.

| Số | VT | Cầu thủ              | Ngày sinh (tuổi)  | Trận | Bàn | Câu lạc bộ           |
| -- | -- | -------------------- | ----------------- | ---- | --- | -------------------- |
|    | TM | Mathieu Adoassou     | 9 tháng 5, 1995   | 9    | 0   | Renaissance          |
|    | TM | Gabin Allah-Batnan   | 19 tháng 2, 2000  | 5    | 0   | Coton Sport          |
|    | TM | Adoum Deffallah      | 31 tháng 10, 1994 | 0    | 0   | Elect-Sport          |
|    |    |                      |                   |      |     |                      |
|    | HV | Marcel Ninga         | 25 tháng 4, 1988  | 11   | 0   | Eding Sport          |
|    | HV | Ahmat Abderamane     | 1 tháng 1, 1993   | 9    | 2   | Renaissance          |
|    | HV | Abdelaziz Issa       | 2 tháng 1, 1995   | 8    | 0   | Renaissance          |
|    | HV | Aubin Mbaïgolmem     | 22 tháng 10, 1994 | 4    | 0   | Foullah Edifice      |
|    | HV | Marvin Assane        | 30 tháng 7, 1993  | 1    | 0   | Engordany            |
|    | HV | Abdallah Abdelrazakh | 1 tháng 1, 1994   | 0    | 0   | Al Hala              |
|    | HV | Marc Hassan          | 13 tháng 7, 2000  | 0    | 0   | Dragon Club          |
|    | HV | Nouri Mahamat        | 20 tháng 9, 1998  | 0    | 0   | Vineuil              |
|    |    |                      |                   |      |     |                      |
|    | TV | Mahamat Labbo        | 21 tháng 7, 1988  | 17   | 4   | Portugais Cholet     |
|    | TV | Bakhit Djibrine      | 17 tháng 4, 1995  | 13   | 0   | Foullah Edifice      |
|    | TV | Éric Mbangossoum     | 26 tháng 5, 2000  | 9    | 0   | Union de Touarga     |
|    | TV | Abderahim Aboubakar  | 27 tháng 10, 1997 | 4    | 0   | USON Mondeville      |
|    | TV | Youssouf Abanga      | 9 tháng 8, 1996   | 2    | 0   | CotonTchad           |
|    | TV | Moubarak Djibrine    | 1 tháng 7, 1997   | 2    | 0   | DGSSIE               |
|    | TV | Loubandem Guiguiban  | 3 tháng 6, 1991   | 2    | 0   | Gazelle              |
|    | TV | Yves Allarambaye     | 9 tháng 9, 2000   | 1    | 0   | Gazelle              |
|    | TV | Djibrine Mahamat     |                   | 0    | 0   | Al-Jabalain          |
|    |    |                      |                   |      |     |                      |
|    | TĐ | Ezechiel N'Douassel  | 22 tháng 4, 1988  | 47   | 15  | Free agent           |
|    | TĐ | Casimir Ninga        | 17 tháng 5, 1993  | 29   | 5   | Anorthosis Famagusta |
|    | TĐ | Yaya Kerim           | 10 tháng 8, 1991  | 12   | 1   | Foullah Edifice      |
|    | TĐ | Marius Mouandilmadji | 22 tháng 1, 1997  | 9    | 1   | Seraing              |
|    | TĐ | Brahim Mahamat       | 13 tháng 11, 1995 | 4    | 0   | Aviron Bayonnais     |
|    | TĐ | Hassane Brahim       | 13 tháng 11, 1989 | 3    | 0   | Etincelles           |
|    | TĐ | Abdelaziz Makine     | 4 tháng 6, 1995   | 2    | 1   | Gazelle              |
|    | TĐ | Haroun Tchaouna      | 14 tháng 5, 2000  | 1    | 0   | Dijon B              |
|    | TĐ | Abdoulaye Yacoub     | 24 tháng 10, 1990 | 1    | 0   | Coton Sport          |

### Triệu tập gần đây
| Vt | Cầu thủ | Ngày sinh (tuổi) | Số trận | Bt | Câu lạc bộ | Lần cuối triệu tập |
| -- | ------- | ---------------- | ------- | -- | ---------- | ------------------ |
|    |         |                  |         |    |            |                    |
|    |         |                  |         |    |            |                    |
|    |         |                  |         |    |            |                    |
|    |         |                  |         |    |            |                    |